# Phylakos (Trojaner)
Phylakos (altgriechisch Φύλακος Phýlakos) ist eine Gestalt der griechischen Mythologie.
Als einer der Kämpfer auf trojanischer Seite wurde er vom boiotischen Heerführer Leitos getötet.